# Ueno (Tóquio)
Ueno (上野) é um bairro japonês localizado no distrito de Taito, na cidade de Tóquio. 
A região é muito conhecida pelo seu parque, o Parque Ueno e também por algumas das melhores atrações culturais da cidade, incluindo o Museu Nacional de Tóquio, o Museu Nacional de Arte Ocidental, Museu Nacional de Ciência do Japão e o zoológico de Ueno.
A Estação Ueno é a estação ferroviária mais próxima e é operada pela JR East.

## Economia
Ueno é a região onde surgiu a Relojoaria Yoshida, fundada em 1901 por Shogoro Yoshida. É a origem da Orient Watch Co., Ltd.

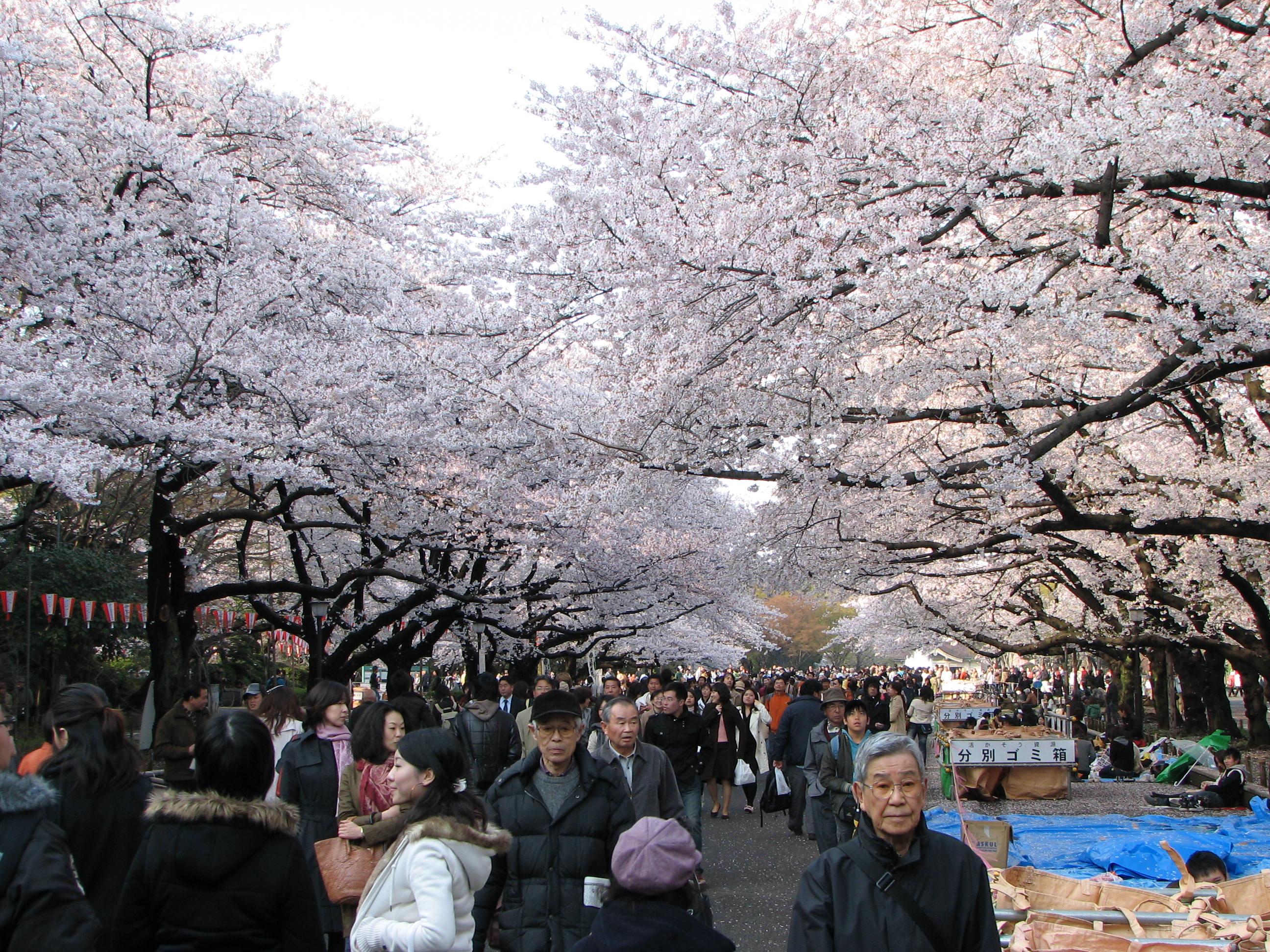
Visitantes durante a florada das cerejeiras no Parque Ueno.

## Educação
- Universidade de Artes de Tóquio

## Galeria de Imagens

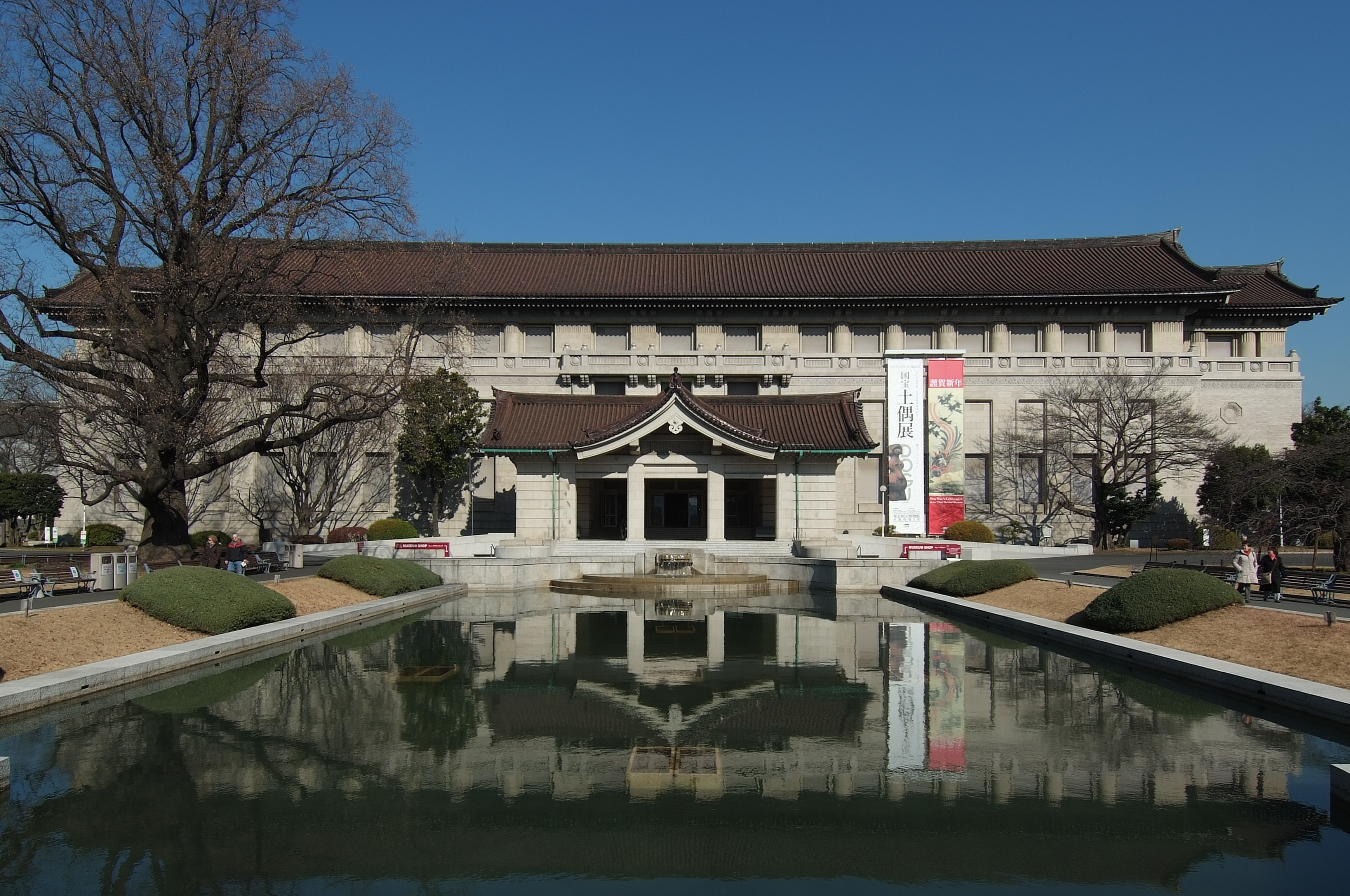
Museu Nacional de Tóquio em Ueno
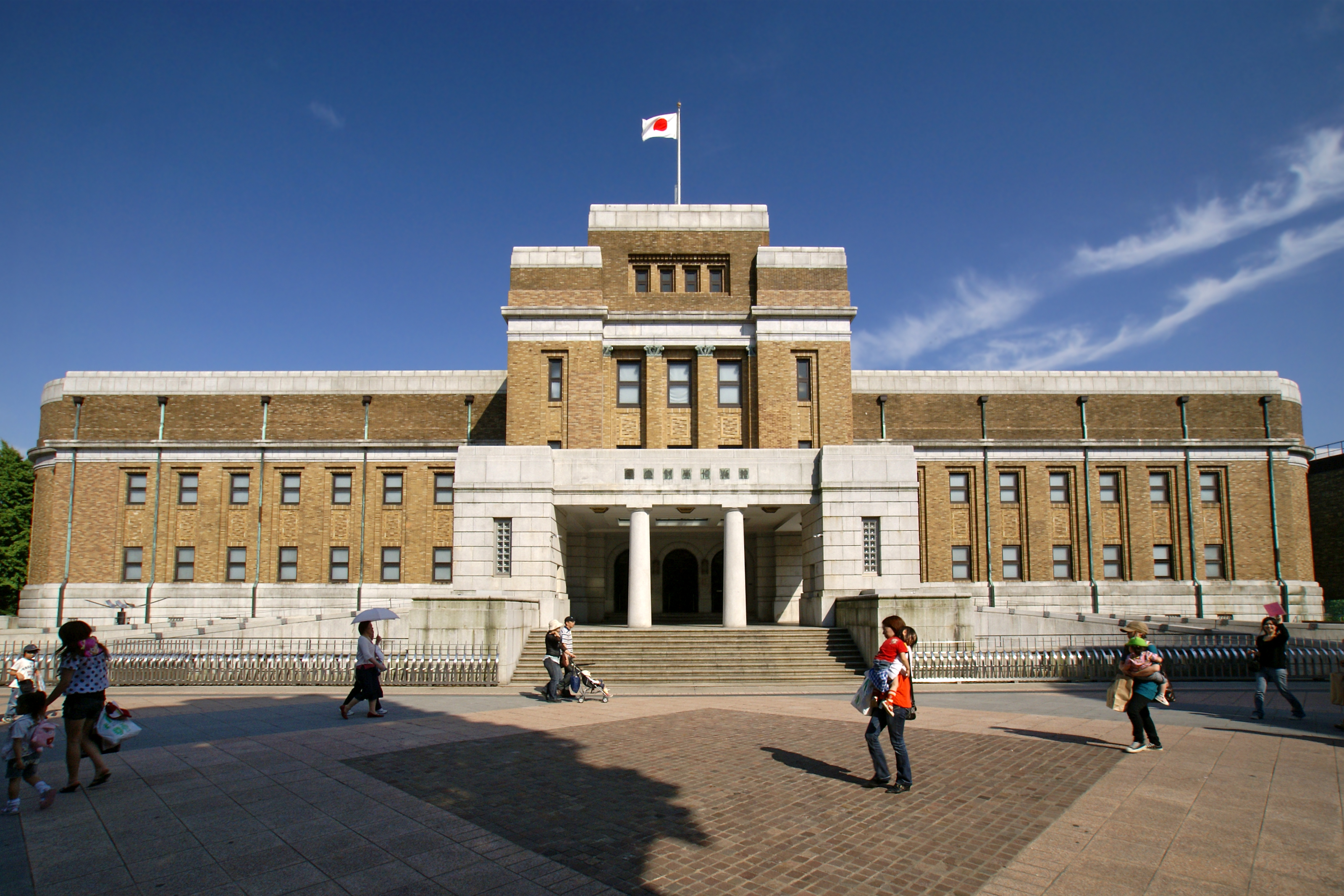
Museu Nacional da Ciência do Japão em Ueno
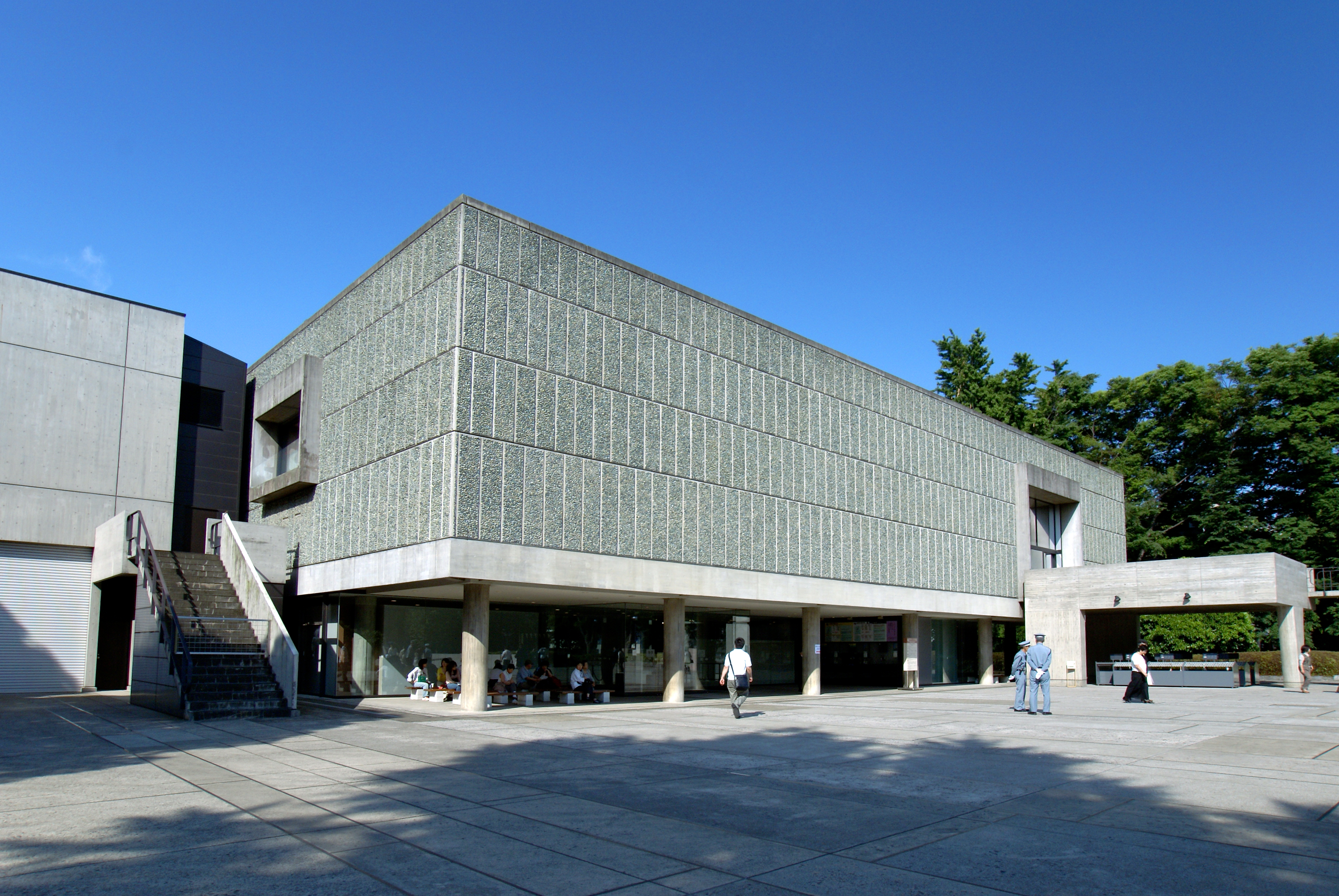
Museu Nacional de Arte Ocidental em Ueno
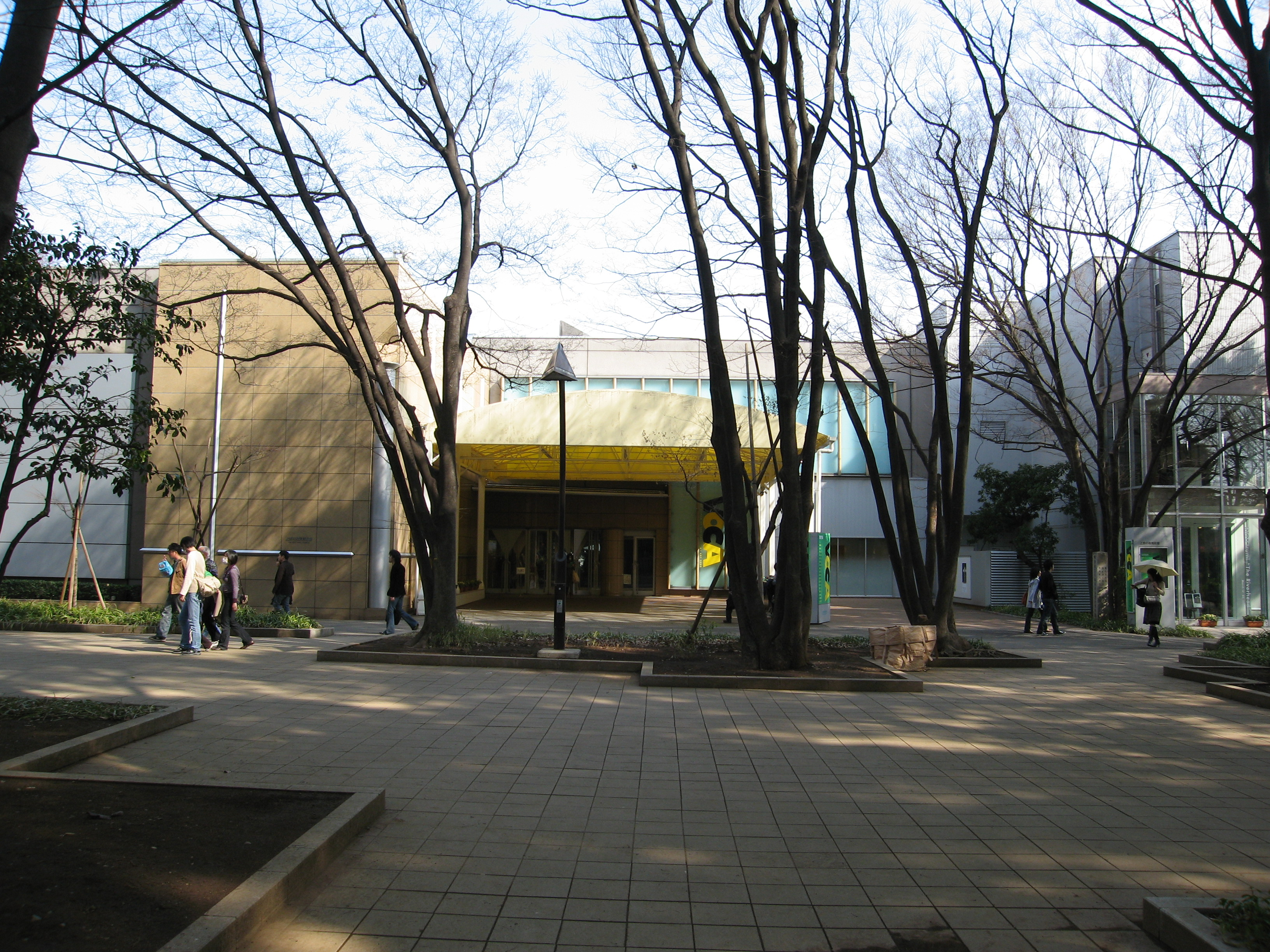
Museu Real de Ueno
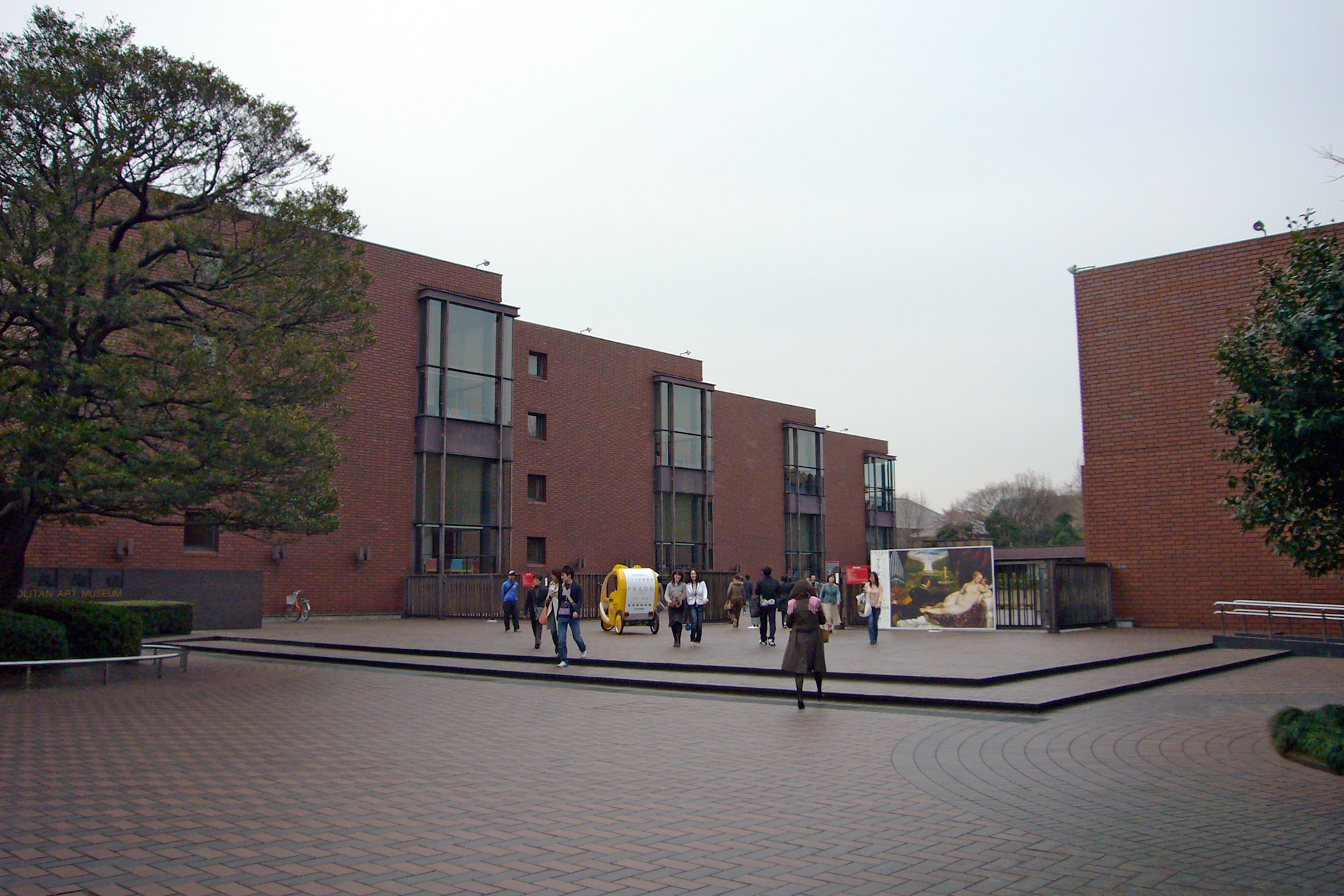
Museu de Arte Metropolitana de Tóquio em Ueno
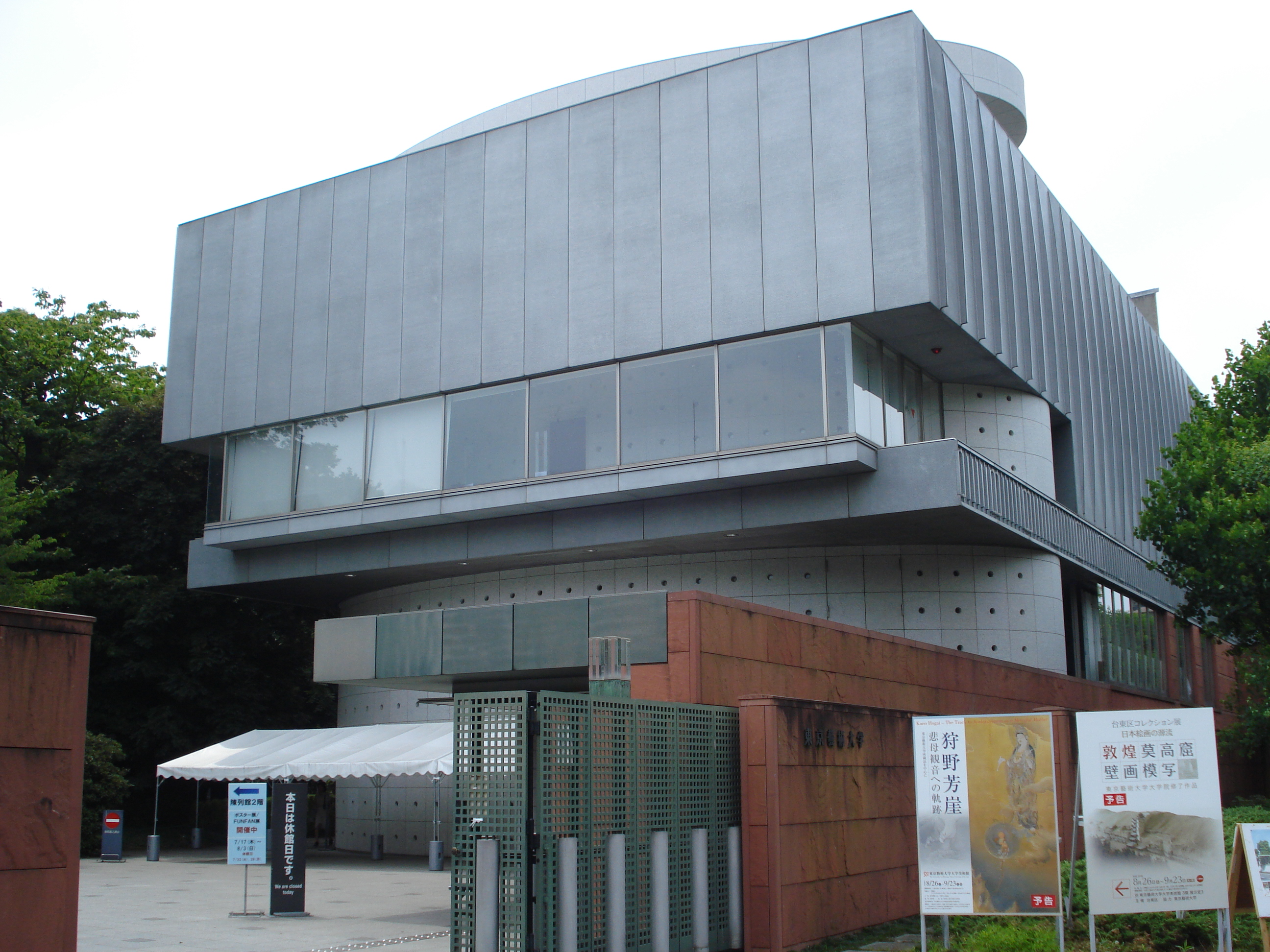
Universidade de Artes de Tóquio em Ueno
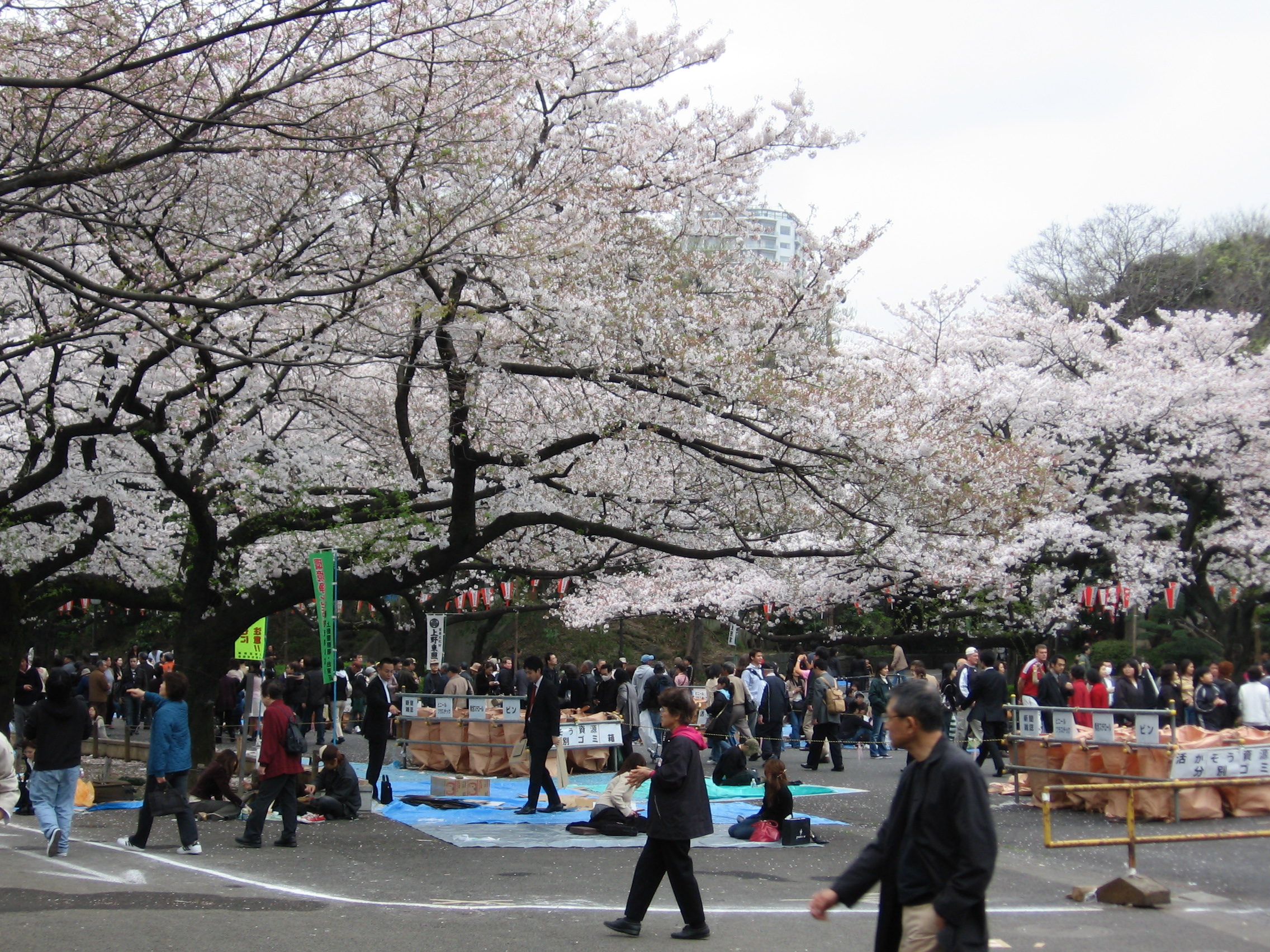
Parque Ueno
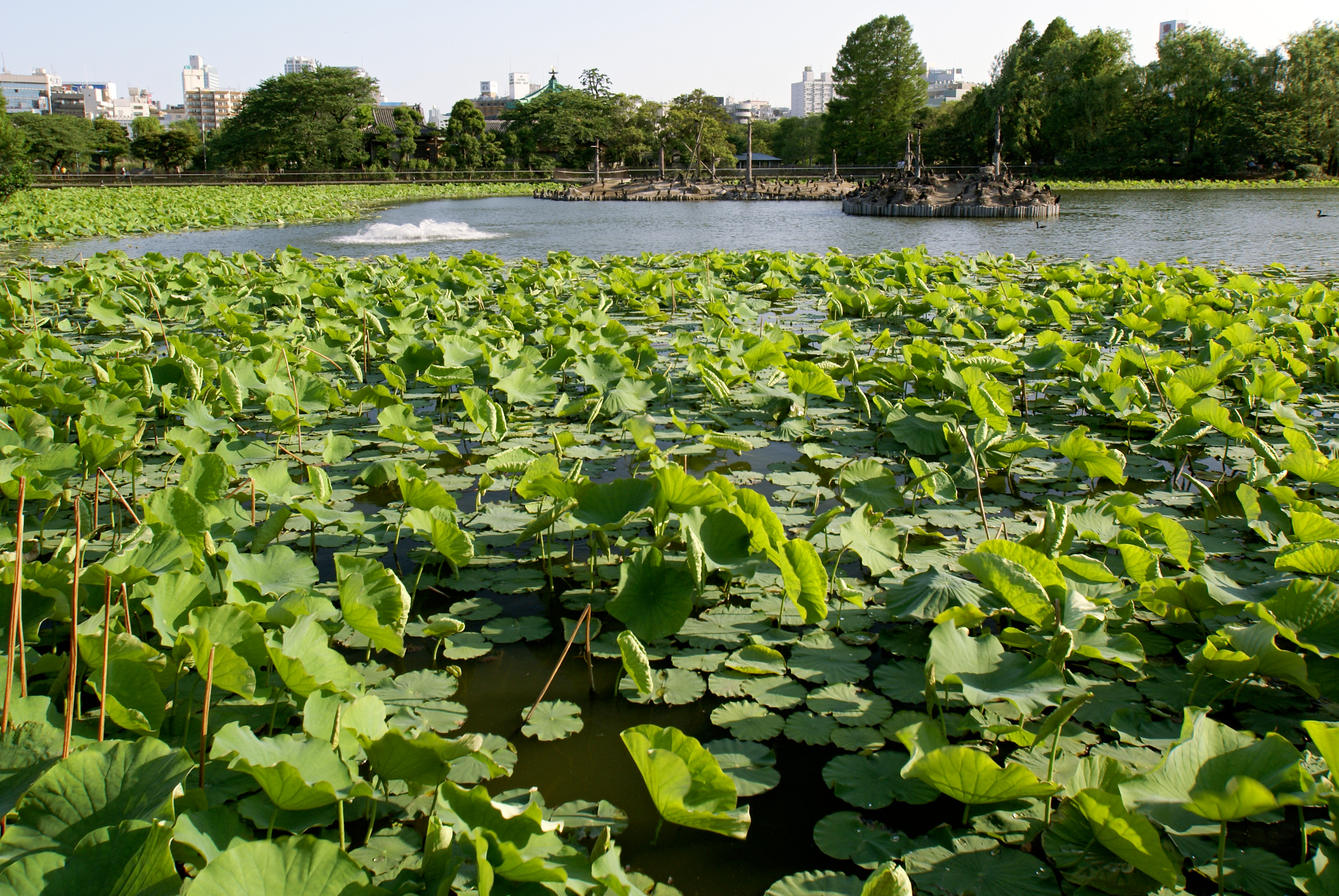
Lago Shinobazu, no Parque Ueno
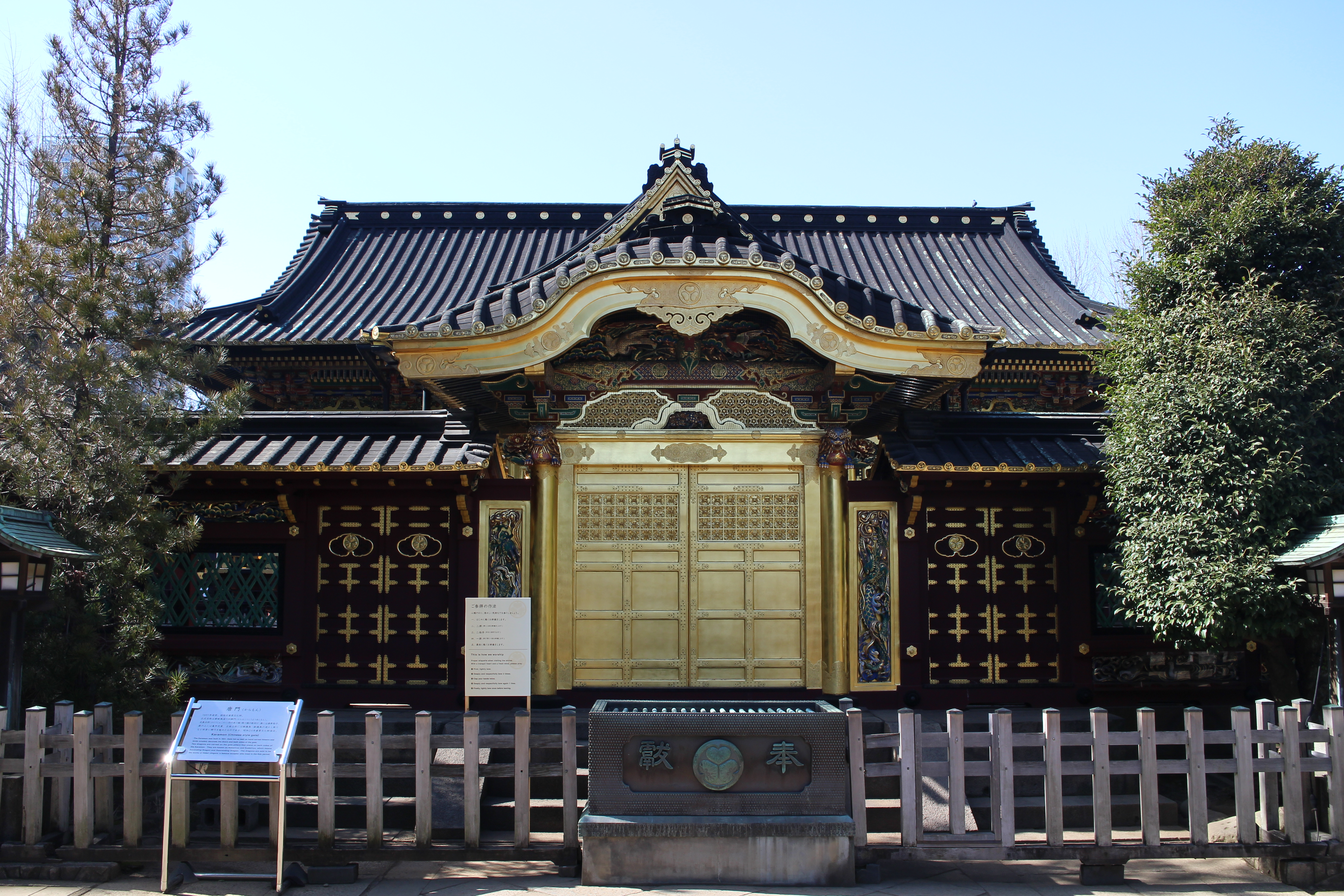
Portões do santuário xintoísta de Ueno Tosho-gu, em Ueno
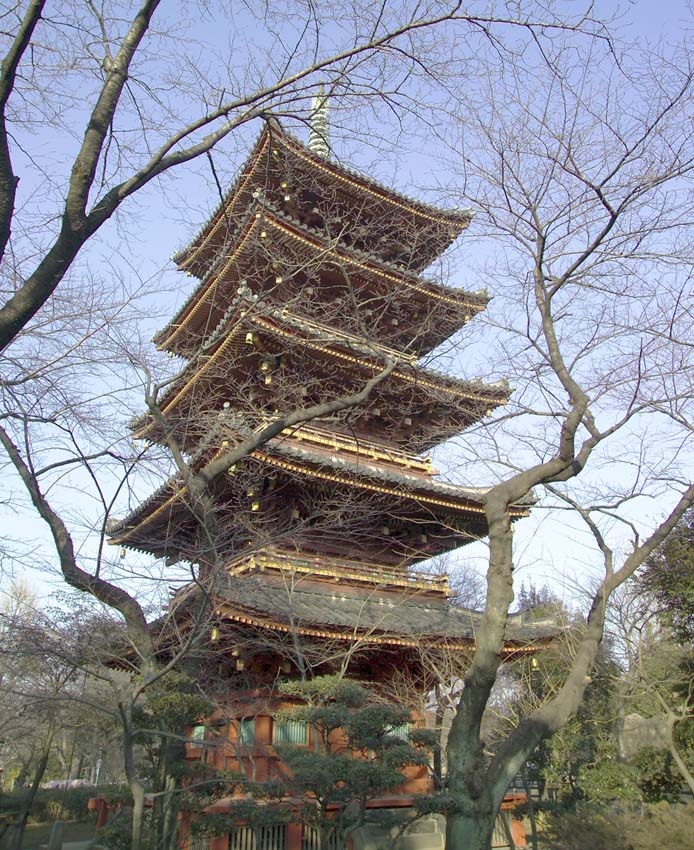
Pagode de Kan'eiji, em Ueno
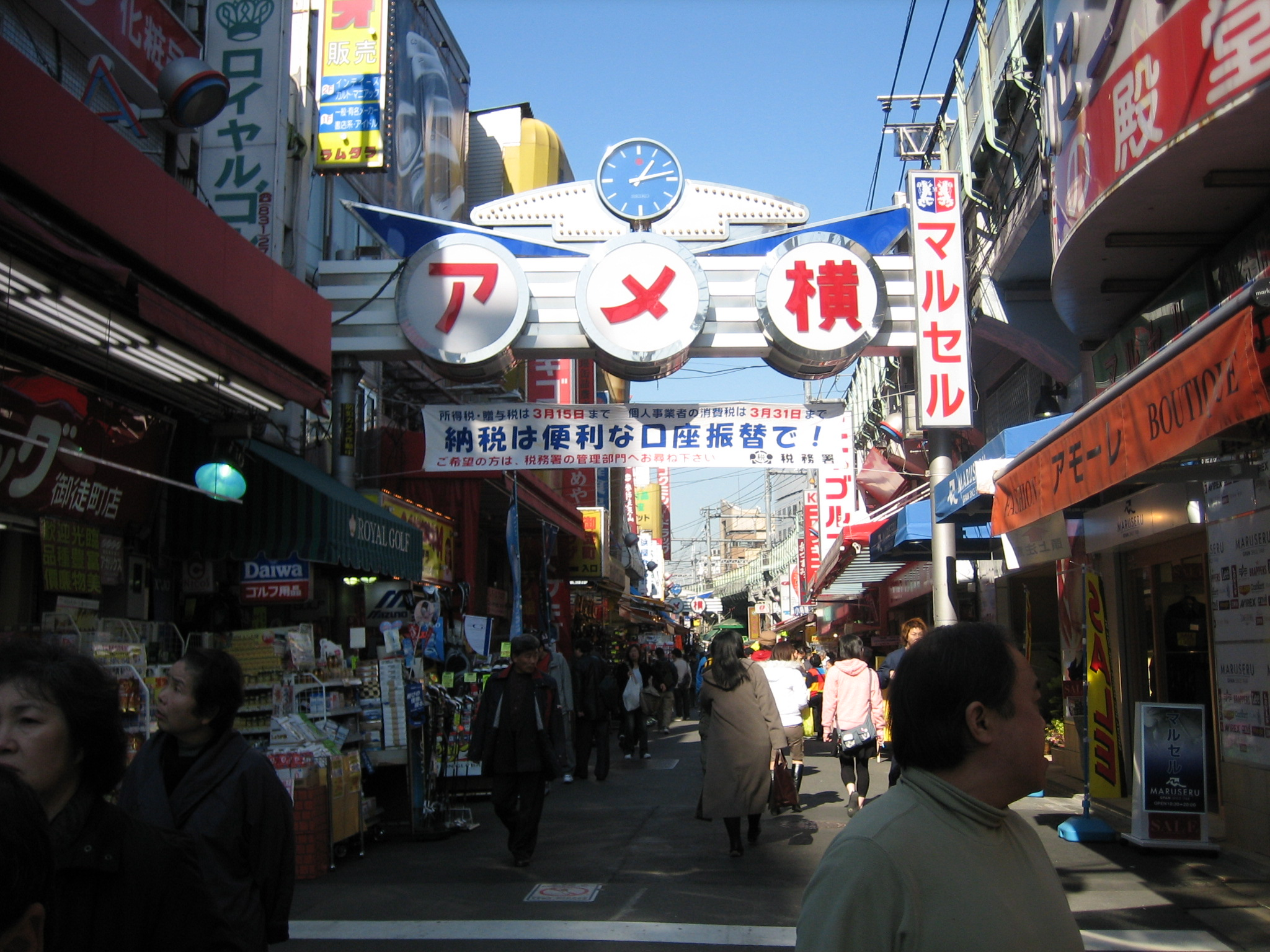
Ameya-yokochō, centro comercial de Ueno
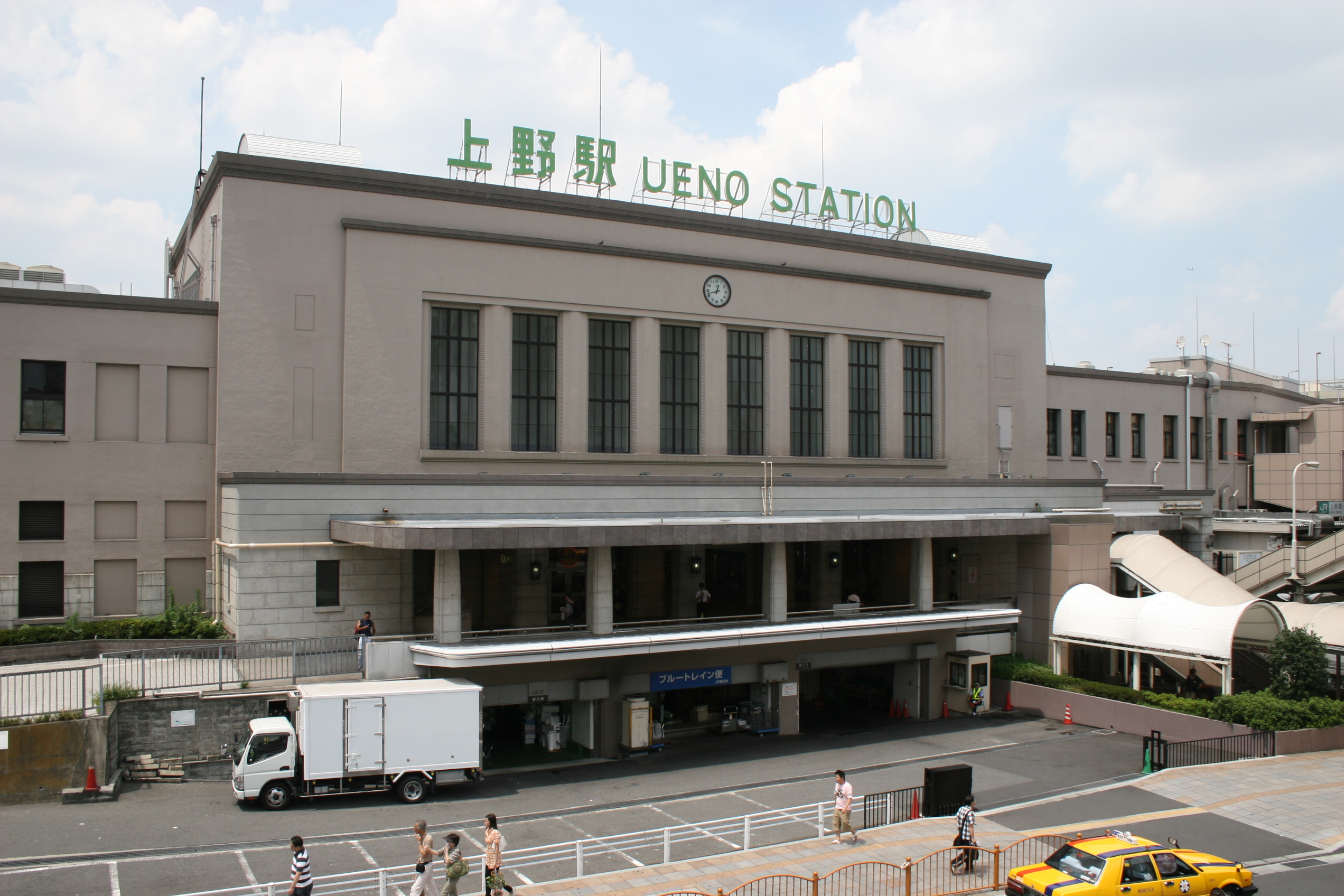
Estação ferroviária de Ueno